# Embryonální vývoj kardiovaskulární soustavy člověka
Kardiovaskulární soustava člověka, která zahrnuje převážně srdce a cévy, se začíná vyvíjet již velmi brzy (na začátku 3. týdne), a to hlavně z angioblastů, tedy buněk původem z mezodermu (resp. mezenchymu). Ty tvoří tzv. krevní ostrůvky a postupně vzniká celý oběhový systém. Až po porodu však získá svoji konečnou podobu.

## Raný vývoj

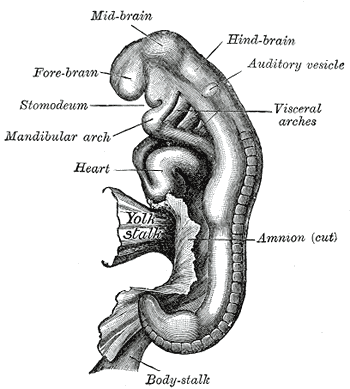
Přibližně v této době, tedy kolem 3. týdnu, se začíná vyvíjet vlastní oběhová soustava

Během 15.-16. dne (velikost embrya je v té době asi 0,30 mm) začíná krvetvorba.[zdroj?] Ve žloutkovém váčku, zárodečném terčíku a v chorionu (tj. obecně v embryonálním mezodermu) se objevují angiogenetické skupiny buněk, z nichž později vznikají tzv. krevní ostrůvky. V každém ostrůvku vzniká štěrbina, tzv. lumen krevního ostrůvku. Na okrajích ostrůvků je výstelka, což jsou již vlastně primitivní endotelové buňky (primitivní angioblasty). Mezodermové buňky uvnitř krevních ostrůvků začnou tvořit primitivní krvinky (tzv. hematogonie čili hemoblasty) a také krevní plazmu. Tvorba krevních ostrůvků uvnitř embrya začíná 17.-18. den, ve stejné době se iniciuje tvorba párových základů srdeční trubice v mezodermu kardiogenní zóny.
Krevní ostrůvky se spojují a vytváří primitivní kardiovaskulární systém (kde dochází k vývoji krevních cév (angiogenezi). Tento krevní oběh má následující části:
- extraembryonální (viteloumbilikální) oběh
  - vitelinní oběh
  - pupečníkový oběh
- intraembryonální oběh

Následně se tvoří základ perikardové dutiny. Vytváří se arteriální (aortální) oblouky a párové aortae dorsales. 21. den dojde k napojení srdeční trubice. Koncem 3. týdne také začíná proudit krev. Kardiovaskulární systém je u člověka první orgánový systém, který začíná fungovat. Ve žloutkovém váčku vzniká systém omfalomezenterických cév (arteria omphalomezenterica, vena omphalomezenterica). V choriu a zárodečném stvolu vzniká systém pupečníkových (umbilikálních) cév (arteria et vena umbilicalis).

## Cor tubulare simplex
22. dne párové endokardové srdeční trubice splynou do cor tubulare simplex. Později zůstává jen levá pupeční žíla (vena umbilicalis). Také se vyvíjí truncus vitelloumbilicalis, tedy hlavní žilný kmen extraembryonálního oběhu po spojení vv. omphalomesentericae a pupeční žíly (v. umbilicalis). Uvnitř embrya vznikají žíly v přední a zadní části (vv. cardinales anteriores et posteriores). Než ústí do srdce, tak se na každé straně spojují a tvoří ductus Cuvieri, nebo také vena cardinalis comunis dextra et sinistra.
Schéma cirkulace krve (konec 3. týdne):
```
vv. ompahlomesentriacae
  → ↓

v. umbilicalis
 → → → → → → → → 
truncus vitelloumbilicalis
 → ↓
                                                            → sinus venosus

vv. cardinales anterior
  → → → 
ductus Cuvieri
 → → → → → → → ↑    ↓

vv. cardinales posterior
 → ↑                                     ↓
                                                                 ↓ 
       ↓ ← ← ← ← ← ← ← ← ← ← ← ← ← ← ← ← ← ← ← ← ← ← ← ← ← ← ← ← ←
       ↓ 
       ↓       (následující 4 části tvoří 
cor tubulare simplex
)
       ↓

atrium commune
 (společná srdeční předsíň)  
       ↓ 
       ↓

ventriculus primitivus
 (primitivní srdeční komora)
       ↓ 
       ↓

bulbus cordis

       ↓ 
       ↓

truncus arteriosus
 (později se rozdělí na vzestupnou aortu a 
plicnicový kmen
 
truncus pulmonalis
)
       ↓
       ↓
       → → 6 aortálních oblouků → descendentní aorty → → → → → → → → → → → ↓ → 
arteria omphalomesenterica

           (arteriální oblouky)   (později jediný kmen dorzální aorty)     → → 
aa. umbilicales
```

Atrium commune a ventriculus primitivus tvoří dohromady kanál atrioventrikulární (canalis atrioventricularis). Mezi ductus Cuvieri a sinus venosus je septum transversum, které fixuje kaudální konec srdce. Srdeční trubice je zavěšena na řase mesocardium ventrale (zanikne nejdříve) a mesocardium dorsale (zanikne později). Srdeční trubice obsahuje ve své stěně myoepikard (myoepikardový plášť), srdeční rosol a endokard. 22.-23. den začíná kontrakce srdeční trubice.

## Vývoj srdeční kličky,cor sigmoideum
Během 4. týdne vzniká střední část primitivního srdce (ventriculus primitivus a bulbus cordis). Z toho vzniká bulboventrikulární klička (ansa bulboventricularis), z ní následně cor sigmoideum (esovitá srdeční klička). Vznikají výchlipky na sinus venosus (cornu dextrum et sinistrum sinus venosi), žlábek na kličce (sulcus bulboventricularis), uvnitř je řasa bulboventrikulární. Vyvíjí se předsíňová septa: septum primum s otvorem foramen primum. Foramen primum posléze zanikne, ale zároveň se místo něj vytvoří jiný otvor – foramen secundum mezi pravou a levou předsíní.

## Septace,cor quadricameratum

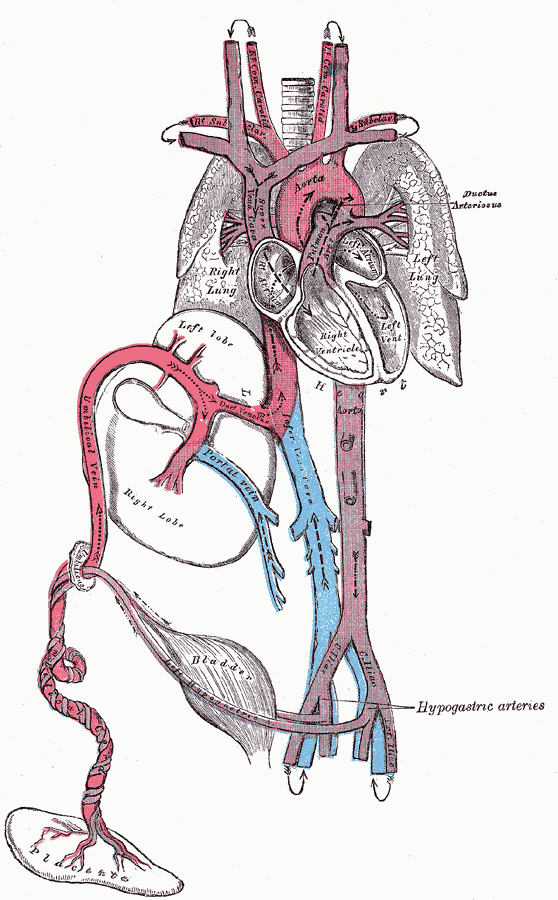
Schéma oběhové soustavy plodu

V polovině 4. týdne bulboventrikulární řasa vymizí a levá primitivní komora tím pádem může komunikovat s conus cordis otvorem foramen interventriculare primitivum. V období mezi 4. a 8. týdnem 3. aortální oblouk formuje část aa. carotides communes, levý 4. aortální oblouk formuje část arcus aortae, pravý 4. oblouk formuje část a. subclavia dextra. Levý 6. aortální oblouk formuje část a. pulmonalis sinistra (odtud odstupuje zkrat tepenný průtok (ductus arteriosus Botalli = ductus arteriosus) do dorzální aorty). Pravý 6. aortální oblouk formuje část a. pulmonalis dextra. 5. týden dojde k rozdělení truncus arteriosus pomocí septum aortopulmonale na aortu a plicnicový kmen (truncus pulmonalis).
Během 5. týdne však také vznikají polštáře endokardové (přední, zadní, 2 laterální), které rozdělí kanál atrioventrikulární na dva – canalis atrioventricularis dexter et sinister. Koncem 5. týdne vzniká poloměsíčitá řasa (septum secundum) s otvorem oválným otvorem (foramen ovale). Horní část septum primum zanikne a spodní část je zachována jako chlopeň valvula foraminis ovalis a umožňuje většině krve proudit z pravé předsíně do levé předsíně.
Vývoj mezikomorové překážky spočívá ve vzniku řasy, oddělující komory s otvorem foramen interventriculare. 6.-7. týden (při vývoji dolní duté žíly) se vyvíjejí žilní pleteně vv. subcardinales a vv. supracardinales, které dávají vznik části dolní duté žíly a které z větší části zanikají. 7. týden se uzavírá otvor foramen interventriculare pomocí vazivové membrány pars membranacea septi. 8. týdne probíhá vývoj horní duté žíly.
Částečné schéma fetálního oběhu (do jater přichází také venózní krev z vv. hepaticae advehentes):
```
v. umbilicalis
 (okysličená ktev) 
       ↓
       ↓→→→→→→→→→→→→→→→→→→→→→→→→→↓
       ↓                         ↓
       ↓                         ↓

sinus portae
                     ↓
       ↓                         ↓
       ↓                  
žilní průtok
 (
ductus venosus Arantii
, 
ductus venosus
) =  (zkratka, která obchází játra)
    játra                        ↓ 
       ↓ (smíšená krev)          ↓
       ↓                         ↓
       ↓                         ↓

vv. hepatiace revehens
           ↓
       ↓                         ↓
       ↓                         ↓

vena cava inferior
               ↓
       ↓                         ↓
       ↓←←←←←←←←←←←←←←←←←←←←←←←←←←
       ↓
pravá předsíň
       ↓
       ↓
oválný otvor (
foramen ovale
)
       ↓
       ↓
levá předsíň
       ↓ (smíšená krev s malým množstvím krev z 
plic
)
       ↓
levá komora
       ↓
       ↓
   
aorta

       ↓
       ↓→→→→→→→→→→→→→→→→→→→→→→→→→→
       ↓                         ↓
       ↓                         ↓
kapiláry v orgánech         
aa. umbilicales
 (
pupečníkem
 do 
placenty
)
```

## Po porodu
Po porodu dojde k prvnímu nádechu a k otevření plicního oběhu. V levé předsíni se zvýší tlak, septum primum se přiloží k septum secundum a foramen ovale (oválné okénko) se tak uzavře vytvořením septum interatriale.
Uzavře se tepenná dučej (ductus arteriosus Botalli = ductus arteriosus) a ductus venosus Arantii.